# Naddod
Naddod (stnord. Naddoðr lub Naddaðr) – farerski wiking, któremu przypisywane jest odkrycie Islandii. Naddod był także jednym z pierwszych mieszkańców Wysp Owczych, gdzie jako pierwszy osiadł Grímur Kamban około 825 roku. Naddod urodził się w południowej Norwegii w regionie Agder, w skład którego wchodzą dwa współczesne hrabstwa Aust-Agder i Vest-Agder.
Według średniowiecznego manuskryptu islandzkiego Landnámabók, opisującego szczegółowo proces zasiedlania (isl. landnám) Islandii przez wikingów w IX i X wieku, wyspa została odkryta przez Naddoda przypadkiem, gdy żeglował z Norwegii na Wyspy Owcze, lecz zszedł z kursu i dotarł do wschodnich wybrzeży Islandii. Naddod wylądował w zatoce położonej u stóp góry, prawdopodobnie w pobliżu dzisiejszego miasta Reyðarfjörður. Wspiął się na szczyt wzniesienia i rozglądał się w poszukiwaniu śladów człowieka, ale ich nie znalazł. Gdy wrócił na statek, by ruszyć w dalszą drogę ku Wyspom Owczym, zaczął padać śnieg, więc nazwał nowo odkryty ląd Snæland (Krainą Śniegu), ale pierwsi osadnicy ochrzcili ją Ísland (Krainą Lodu).
Naddod był przypuszczalnie ojcem Ann Naddodsdóttir z Szetlandów.